# Widmer Rail Services

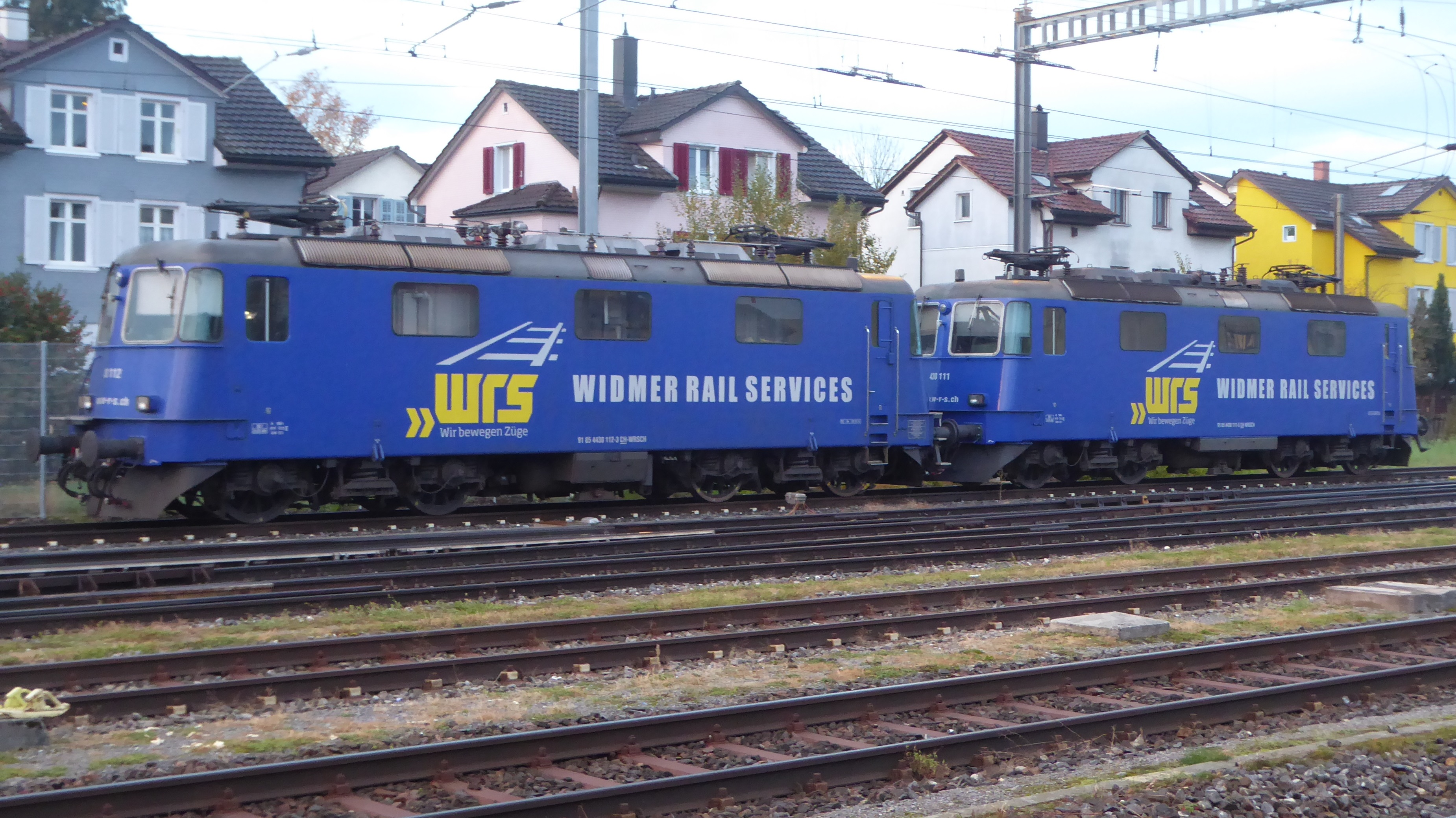
Zwei Re 430 der Widmer Rail Services

Die WRS Widmer Rail Services AG ist ein schweizerisches Eisenbahnverkehrsunternehmen im Bereich des Schienengüterverkehrs.

## Geschichte
Die WRS Widmer Rail Services AG wurde im November 2007 von Pierre Widmer gegründet. Ursprünglich spezialisierte sich das Unternehmen auf die Ausbildung von Lokführern und deren Vermietung an Kunden. Doch im Laufe der Jahre hat es sein Dienstleistungsportfolio erheblich erweitert.
Bereits 2008 erhielt die Firma die Genehmigung für den Personalverleih und begann, ihr Dienstleistungsangebot zu diversifizieren. Im Jahr 2010 erfolgte der Kauf der ersten Diesellokomotive (Tm232), während das Jahr 2012 einen entscheidenden Wendepunkt markierte. Neben dem Erwerb der ersten Elektrolokomotive (Ae1042) für den Umbau erhielt die WRS die begehrte Konzession als Eisenbahnverkehrsunternehmen (EVU) und führte erstmals Wartungsarbeiten an ihren eigenen Lokomotiven durch.
2013 erlangte das Unternehmen die Sicherheitsbescheinigung (SIBE) für den Schweizer Betrieb. Im Jahr 2014 erhielt Widmer Rail Services zudem die Betriebsbewilligung für die Ae 1042. 2017 folgten die Zertifizierung nach ISO 9001-2015, die ECM-Zertifizierung, der Kauf mehrerer Elektrolokomotiven, der Aufbau einer firmeneigenen Leitstelle sowie die Eröffnung neuer Büroräumlichkeiten für das Team in Basel.

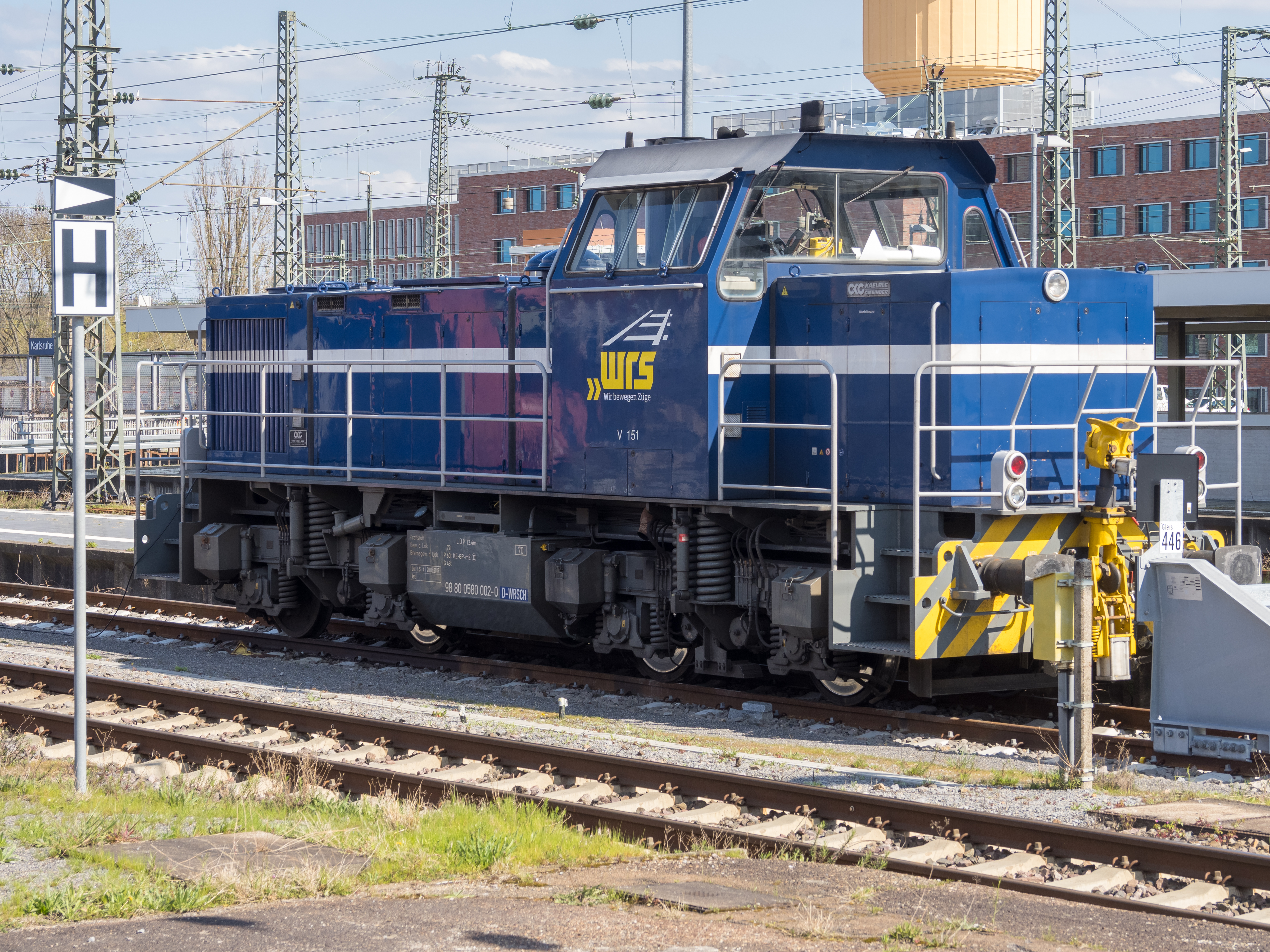
WRS "V151" 580 002-0 Rangierlok (Gmeinder D 100 BB) in Karlsruhe

Im Jahr 2018 wurde die WRS Deutschland GmbH gegründet, begleitet von der Erlangung der Sicherheitsbescheinigung B (SIBE) für den deutschen Markt. 2019 unterzog sich das Unternehmen einer Umstrukturierung, die den Umzug des operativen Sitzes in größere Büros beinhaltete. Zusätzlich wurden neue Büroräumlichkeiten für das Team in Glattbrugg eröffnet, und das Team in Basel zog ebenfalls in geräumigere Büros um.
Das Jahr 2020 brachte die Erlangung der Sicherheitsbescheinigung B (SIBE) für den österreichischen Markt. Die WRS weitete ihre Aktivitäten aus und ist nun schweizweit im Holzverkehr und im Wagenladungsverkehr (WLV) tätig. Sie investierte ausserdem in zwei neue Elektrolokomotiven vom Typ Vectron Re 475.

## Unternehmen
Widmer ist eine in Beckenried stationierte Unternehmung. Die Firma beschäftigt um die 100 Mitarbeiter. Nach der Erweiterung des Einsatzgebietes auf das deutsche Schienennetz eröffnete das Unternehmen eine Geschäftsstelle in Karlsruhe.
Am 28. Juni 2023 eröffnete das Amtsgericht Mannheim ein Insolvenzverfahren gegen WRS Deutschland GmbH. Die WRS Deutschland GmbH hat per 30. August 2023 ihre Geschäftstätigkeit eingestellt.
Zudem ist das Unternehmen mit einer Tochtergesellschaft («Synopsis») im Sektor Bahnspezifische Ausbildungen in der Schweiz aktiv.

## Schienenfahrzeuge
Die WRS Widmer Rail Services AG verfügt über folgender Fuhrpark:
| Loktyp | Lokbezeichnung WRS | Betriebsnummer EVN        | Halter     | Status                    | Farbe/Motiv                                      |
| ------ | ------------------ | ------------------------- | ---------- | ------------------------- | ------------------------------------------------ |
| Re 420 | Re 420 502         | 91 85 4420 502-7 CH-WRSCH | WRSCH      | Betriebsfähig             | marineblau, neues Logo, pünktlich seit 15 Jahren |
|        | Re 420 504         | 91 85 4420 504-3 CH-WRSCH | WRSCH      | Betriebsfähig             | marineblau, neues Logo, zügiger Güter-Transport  |
| Re 421 | Re 421 373         | 91 85 4421 373-2 CH-WRSCH | WRSCH      | Betriebsfähig             | marineblau, neues Logo                           |
|        | Re 421 381         | 91 85 4421 381-5 CH-WRSCH | WRSCH      | Betriebsfähig             | marineblau, neues Logo                           |
| Re 430 | Re 430 111         | 91 85 4430 111-5 CH-WRSCH | WRSCH      | Unfall, Ersatzteilspender | marineblau, neues Logo                           |
|        | Re 430 112         | 91 85 4430 112-3 CH-WRSCH | WRSCH      | Betriebsfähig             | marineblau, neues Logo                           |
|        | Re 430 114         | 91 85 4430 114-9 CH-WRSCH | WRSCH      | Betriebsfähig             | grün, Synopsis                                   |
|        | Re 430 115         | 91 85 4430 115-6 CH-WRSCH | WRSCH      | Betriebsfähig             | marineblau, neues Logo                           |
| Re 475 | Re 475 901         | 91 85 4475 901-5 CH-WRSCH | WRSCH      | Betriebsfähig             | marineblau, neues Logo                           |
|        | Re 475 902         | 91 85 4475 902-3 CH-WRSCH | WRSCH      | Betriebsfähig             | marineblau, Scherenschnitt (Paul Waser)          |
| Br 183 | Br 183 001         | 91 80 6183 001-7 CH-WRSCH | WRSCH      | Betriebsfähig             | ALEX "175 Jahre deutsche Eisenbahn" Adler        |
|        | Br 183 002         | 91 80 6183 002-5 CH-WRSCH | WRSCH      | Betriebsfähig             | türkis, Logo ALEX                                |
|        | Br 183 003         | 91 80 6183 003-3 CH-WRSCH | WRSCH      | Betriebsfähig             | türkis, Logo ALEX                                |
|        | Br 183 004         | 91 80 6183 004-1 CH-WRSCH | WRSCH      | Betriebsfähig             | türkis, Logo ALEX                                |
| Br 186 | Br 186 449         | 91 80 6186 449-5 D-Rpool  | angemietet | Betriebsfähig             | silber, blau, Railpool Logo                      |
| Br 193 | Br 193 349         | 91 80 6193 349-8 D-DB     | angemietet | Betriebsfähig             | rot, DB Cargo-Logo                               |
|        | Br 193 350         | 91 80 6193 350-6 D-DB     | angemietet | Betriebsfähig             | rot, DB Cargo-Logo                               |

Stand: Januar 2025
| Loktyp | Lokbezeichnung WRS | Betriebsnummer EVN        | Halter | Status        | Farbe/Motiv                          |
| ------ | ------------------ | ------------------------- | ------ | ------------- | ------------------------------------ |
| Am 841 | Am 841 009         | 92 85 8841 009-4 CH-WRSCH | WRSCH  | Betriebsfähig | Rot                                  |
| Am 847 | V 100 905          | 98 85 5847 905-7 CH-WRSCH | WRSCH  | Betriebsfähig | Marineblau, Verkehrsgelb, neues Logo |
|        | V 100 906          | 98 85 5847 906-5 CH-WRSCH | WRSCH  | Betriebsfähig | Marineblau, Verkehrsgelb, neues Logo |
| Tm4    | Tm4 286            | 98 85 5232 286-5 CH-WRSCH | WRSCH  | Betriebsfähig | Marineblau, neues Logo               |
|        | Tm4 290            | 98 85 5232 290-7 CH-WRSCH | WRSCH  | Betriebsfähig | Marineblau, neues Logo               |
|        | Tm4 115            | 98 85 5232 115-6 CH-WRSCH | WRSCH  | Betriebsfähig | Marineblau, neues Logo               |
| Tm3    | Tm3 517            | 98 85 5232 517-3 CH-WRSCH | WRSCH  | Betriebsfähig | Marineblau, altes Logo               |
|        | Tm3 530            | 98 85 5232 530-7 CH-WRSCH | WRSCH  | Betriebsfähig | Marineblau, neues Logo               |
| Tm2    | Tm237 (Köf)        | 98 85 5237 854-5 CH-WRSCH | WRSCH  | abgestellt    | Marineblau, altes Logo               |

Stand: Januar 2025
| Loktyp  | Lokbezeichnung WRS | Betriebsnummer EVN        | Halter | Status                                  | Farbe/Motiv              | Einsatzbeginn WRS | Einsatzende WRS |
| ------- | ------------------ | ------------------------- | ------ | --------------------------------------- | ------------------------ | ----------------- | --------------- |
| Ae 1042 | Ae 1042 007        | 91 85 1042 007-1 CH-WRSCH | OeBBH  | Abgabe an OeBB Historic                 | marineblau, altes Logo   |                   | 09.2024         |
|         | Ae 1042 032        | 91 85 1042 032-1 CH-WRSCH |        | Abbruch Loacker Emmenbrücke, 02.09.2024 | marineblau, altes Logo   |                   | 02.09.2024      |
| Re421   | Re 421 379         | 91 85 4421 379-9 CH-DDF   | DDF    |                                         | Werbelok München exSBB P | 09.2025           | 01.2025         |

Stand: Januar 2025

## Einsatzgebiet
Das Einsatzgebiet der Widmer Rail Services (WRS) ist insbesondere das normalspurige Eisenbahnnetz der Schweiz. Nach dem Kauf gebrauchter und nach einem Umbau in Deutschland zugelassener Re 421-Zuglokomotiven erweiterte Widmer sein Einsatzgebiet auf das deutsche Normalspurnetz und ist seitdem auch dort tätig.
Ein weiterer Meilenstein in der geografischen Expansion wurde im August 2024 erreicht: Die Europäische Eisenbahnagentur (ERA) erteilte der WRS eine Zulassung für den Betrieb in den Ländern Schweiz, Deutschland, Österreich und Italien. Diese Zulassung, gültig für die nächsten zehn Jahre, ermöglicht es der WRS, ihr Einsatzgebiet auf diese vier Länder auszudehnen und so die Basis für ein umfassenderes grenzüberschreitendes Angebot zu schaffen.
Mit dieser Erweiterung deckt die WRS nun bedeutende europäische Verkehrsachsen ab, die für den internationalen Gütertransport von strategischer Bedeutung sind. Dies umfasst Verbindungen über die Alpen, die wichtige Handelsrouten zwischen Nord- und Südeuropa bilden, wie beispielsweise die Achsen Schweiz–Italien oder Deutschland–Italien.